# Scott-Keltie-Gletscher
Der Scott-Keltie-Gletscher ist ein sehr kleiner Gletscher an der Pennell-Küste des ostantarktischen Viktorialands. Er mündet in die Robertson Bay zwischen dem Penelope Point und dem Egeberg-Gletscher.
Teilnehmer der Southern-Cross-Expedition (1898–1900) unter der Leitung des norwegischen Polarforschers Carsten Egeberg Borchgrevink kartierten ihn erstmals. Borchgrevink benannte den Gletscher nach dem britischen Geographen John Scott Keltie (1840–1927), Sekretär der Royal Geographical Society von 1892 bis 1915.